# Station Akkrum
Station Akkrum (Akm) is een spoorwegstation in Akkrum aan de spoorlijn Zwolle – Leeuwarden. Het station werd geopend op 1 september 1868. Het eerste stationsgebouw was van het type "Waterstaat". Het tweede en huidige stationsgebouw kwam in 1973 gereed en werd ontworpen door NS-architect ir. Cees Douma.
In september 2006 werd door NS Vastgoed aangekondigd dat het gebouw middels een veiling bij openbare inschrijving verkocht zou worden. Sindsdien is het gebouw verschillende malen van eigenaar gewisseld.

## Verbindingen
In de dienstregeling 2025 stopt op station Akkrum de volgende treinserie:
| Serie | Treinsoort    | Route                                                    | Bijzonderheden |
| ----- | ------------- | -------------------------------------------------------- | --- |
| 9000  | Sprinter (NS) | Leeuwarden – Akkrum – Meppel – Zwolle – Lelystad Centrum | Rijdt na 20:00 uur en in het weekend 1x/uur tussen Leeuwarden en Zwolle. Rijdt na 21:00 uur 1x/uur op het hele traject. |

## Ontwikkeling aantal reizigers
Het aantal door NS vervoerde reizigers (per gemiddelde werkdag) ontwikkelde zich sedert 2019 als volgt:
| Jaar | Aantal reizigers |
| ---- | ---------------- |
| 2019 | 795              |
| 2020 | 434              |
| 2021 | 477              |
| 2022 | 626              |
| 2023 | 725              |
| 2024 | 769              |

## Afbeeldingen

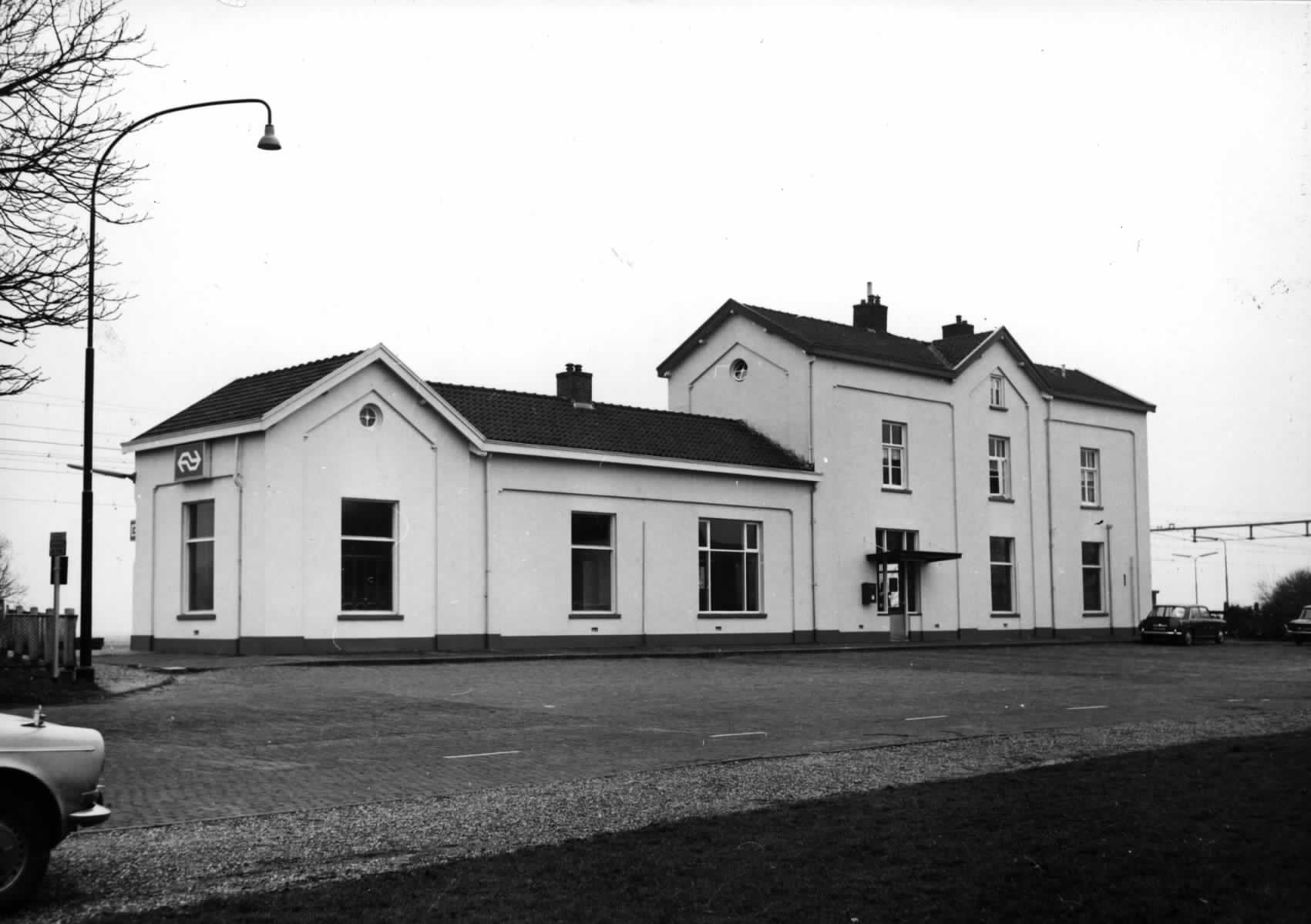
Het oude stationsgebouw
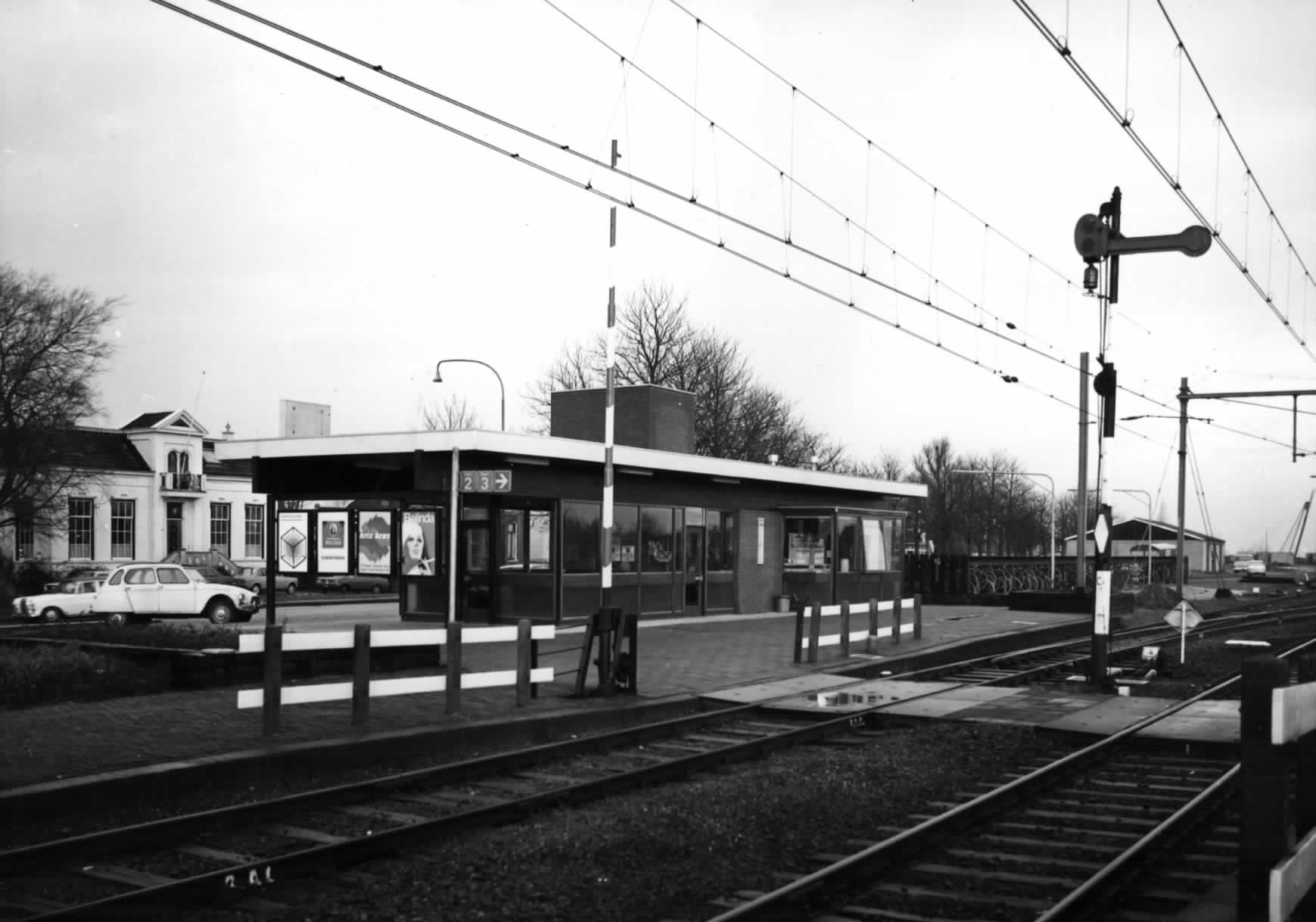
Het nieuwe stationsgebouw (1975)
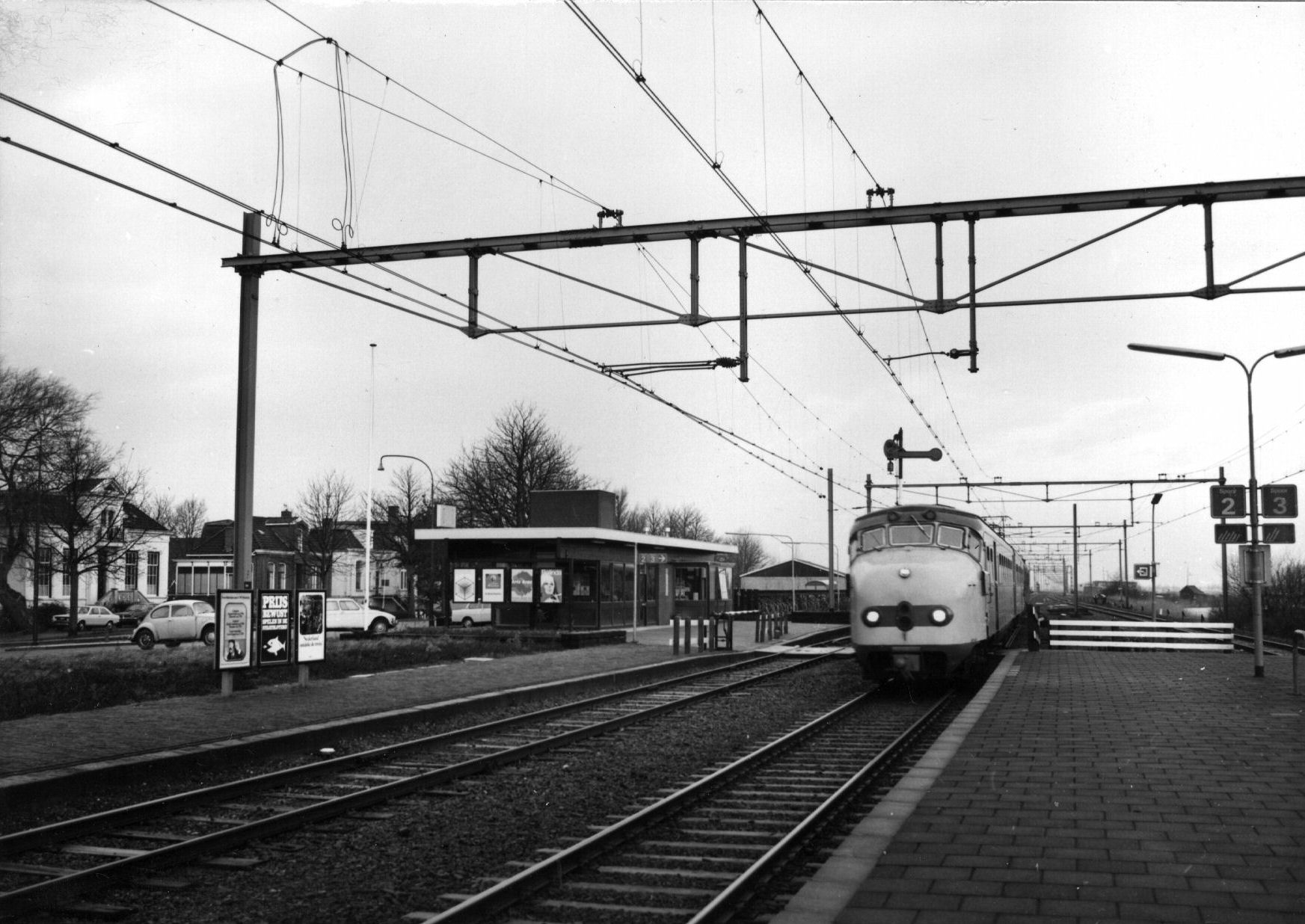
Mat '54 op het station
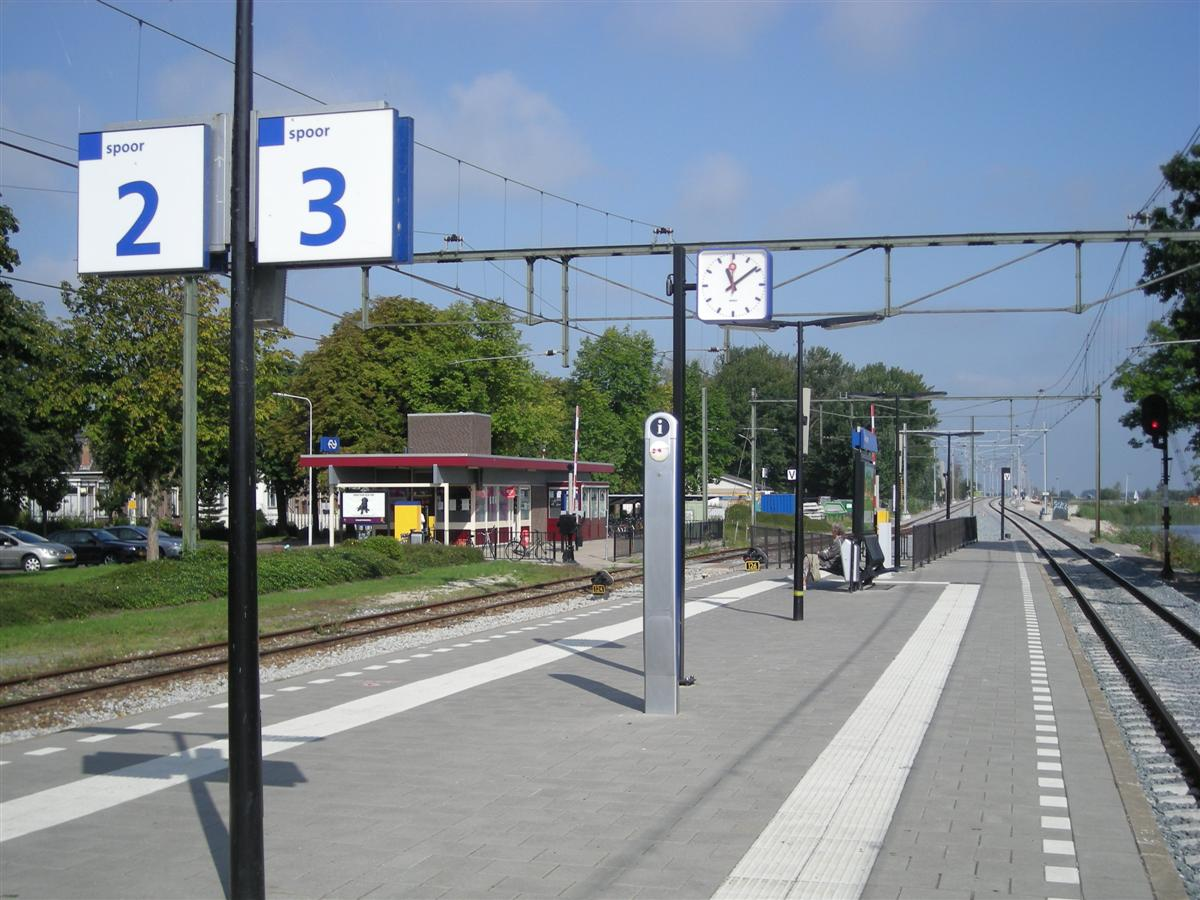
Het perron in 2007
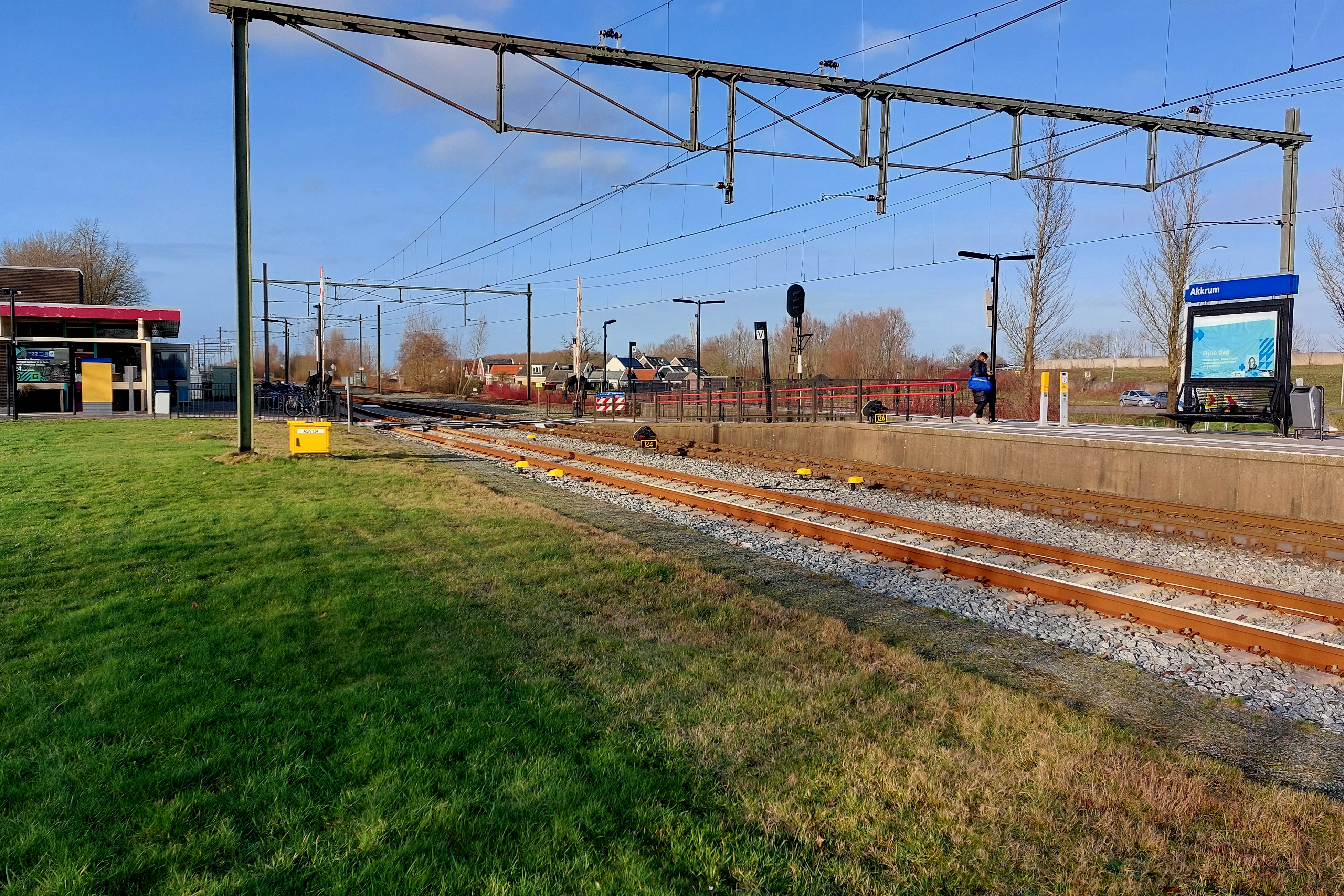
Het station in 2023
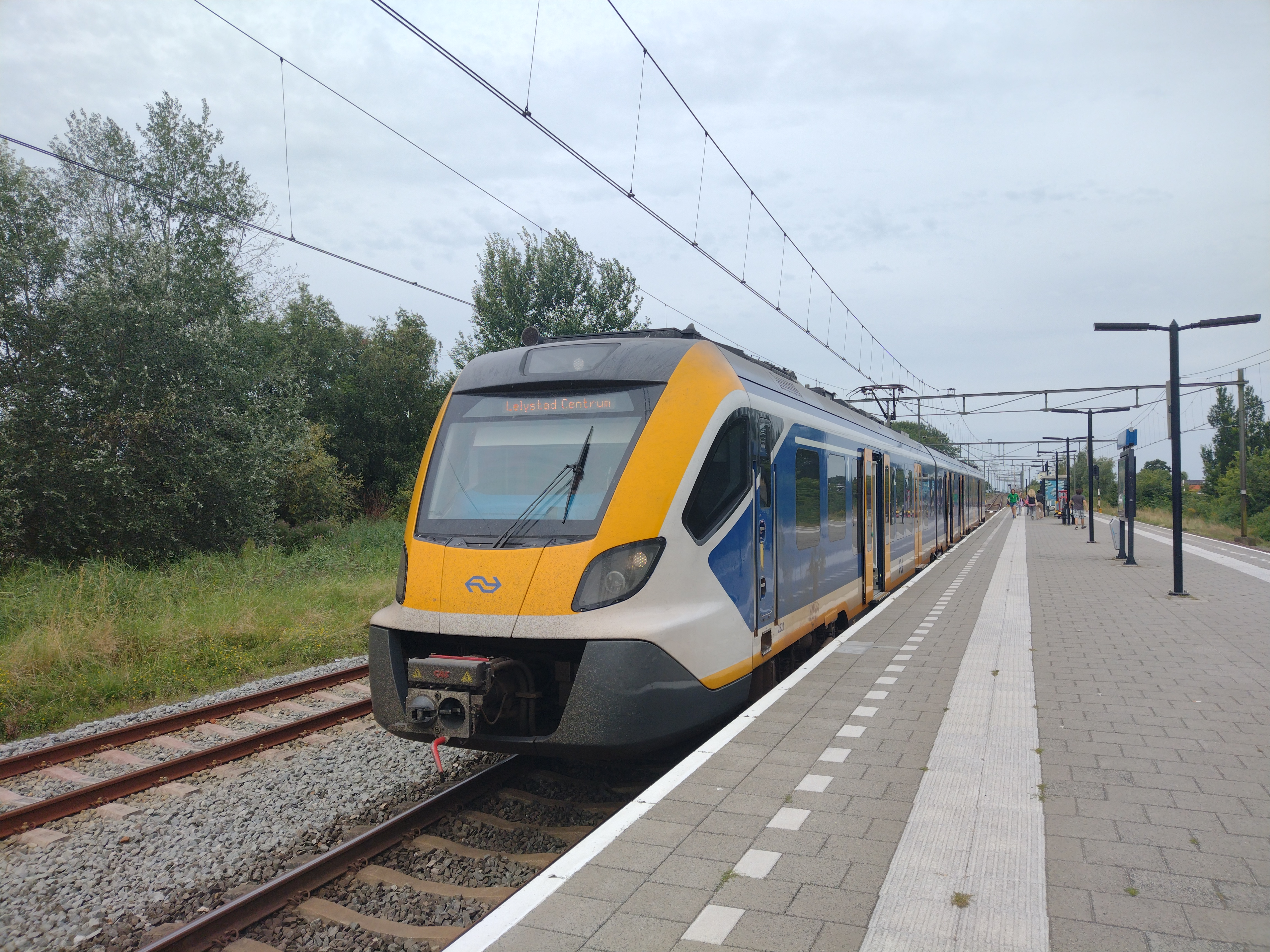
SNG op het station

0,0: Arnhem Centraal ·
0,5: Arnhem Velperpoort ·
1,2: Arnhem Presikhaaf ·
1,3: Plattenburg ·
3,2: Café Unie ·
3,9: Hotel Naeff ·
4,2: Velp ·
7,0: Wordt-Rheden ·
8,0: Rheden ·
9,4: De Steeg ·
10,0: Hotel Den Engel ·
10,4: Diepesteeg ·
10,9: Holleweg ·
12,6: Ellecom ·
13,0: Villa Hofstetten ·
14,3: Dieren ·
16,2: Spankeren ·
18,4: Leuvenheim ·
20,3: Brummen ·
21,4: Weg naar Voorst ·
23,1: Het Vosje ·
24,4: Voorstonden ·
26,6: Hoven ·
27,5: Zutphen ·
28,0: Nieuwstad ·
30,2: Hungerink-Mettray ·
31,3: Eefde ·
35,3: Gorssel ·
36,2: Epse ·
40,0: Colmschate ·
40,9: Snippeling ·
43,5: Deventer ·
44,1: Boksbergerweg ·
45,6: De Platvoet ·
47,6: Rande ·
48,3: Diepenveen West ·
50,6: Puinweg ·
51,4: Hoenlo ·
53,1: Olst ·
55,5: Beltenweg ·
56,2: Duurschestraat ·
58,1: De Boerhaar ·
59,0: Bovendorp ·
59,6: Wijhe ·
62,8: Wijnvoorden ·
64,0: Herxen ·
65,5: Windesheim ·
68,0: Herculo ·
71,4: Ittersum ·
73,5: Zwolle ·
81,5: Berkum ·
88,0: Dedemsvaart ·
95,5: Staphorst ·
100,7: Meppel ·
106,3: Nijeveen ·
114,5: Steenwijk ·
120,0: Willemsoord ·
122,5: Peperga ·
127,0: Wolvega ·
134,6: Oudeschoot ·
134,6: Heerenveen IJsstadion ·
137,1: Heerenveen ·
143,7: Stobbegat ·
148,8: Akkrum ·
153,7: Grou-Jirnsum ·
158,1: Idaard-Roordahuizum ·
159,9: Wirdum ·
166,2: Leeuwarden
Akkrum ·
Buitenpost ·
De Westereen ·
Deinum ·
Dronryp ·
Feanwâlden ·
Franeker ·
Grou-Jirnsum ·
Harlingen ·
-Haven ·
Heerenveen ·
Hindeloopen ·
Hurdegaryp ·
IJlst ·
Koudum-Molkwerum ·
Leeuwarden ·
-Camminghaburen ·
Mantgum ·
Sneek ·
-Noord ·
Stavoren ·
Wolvega ·
Workum
Voormalige stations: zie de lijst van voormalige spoorwegstations in Friesland